# ファンフルルーシュ
ファンフルルーシュ (Fanfreluche) はカナダ生まれの競走馬である。競走馬時代はカナダ、アメリカ合衆国で走り、引退後も繁殖牝馬として成功した。

## 競走馬時代
父のノーザンダンサー (Northern Dancer) はカナダの大種牡馬。ファンフルルーシュは初期の産駒であった。全弟にエリモシブレー、ナイトシフト (Night Shift)がいる。馬名はカナダの子供向けテレビ番組から。
2歳となった1969年、カナダでデビュー。この年はプリンセスエリザベスステークスとナタルマステークスなどを勝利した。
3歳時（1970年）はアメリカにも遠征。アラバマステークス（米G1）をはじめベンソン&ヘッジズ招待ハンデキャップ、マニトバダービー、ケベックダービーなどを勝利し、カナダ年度代表馬、エクリプス賞最優秀3歳牝馬を受賞した。
同年競走生活を引退して繁殖牝馬となり、当時としては繁殖牝馬の世界最高額である130万ドルでアメリカのバートラム・ファイアストーンに購買された。

## 繁殖牝馬時代
繁殖牝馬としても産駒のランジョルール（L'Enjoleur）はソヴリン賞年度代表馬2回を受賞、メダーユドール（Medaille d'Or）はソヴリン賞最優秀2歳牡馬を受賞、ラヴォヤジューズ (La Voyageuse) はカナディアンオークス（加）を優勝、ダコール（D'Accord）はブリーダーズフューテュリティ（米G2）を優勝した。晩年の産駒レッドアリダーは日本で競走馬となったが、タイキブリザードがブリーダーズカップクラシック（加G1）に遠征した際に、帯同馬として母の故郷であるカナダで出走したが最下位に終わった。
孫以降の世代もオーブアンディアンヌ (Aube Indienne) 、フライングスパー (Flying Spur) 、エンコスタデラーゴ (Encosta de Lago) 、ホーリーローマンエンペラー (Holy Roman Emperor) 、ビッグバイキングなど世界的な活躍を見せており、世界有数の牝系（ファミリーライン）を築いている。その他本馬の孫であるスマコバクリークが種牡馬として日本に輸入されダービー卿チャレンジトロフィーの勝ち馬オギティファニーの父となっている。
しかし1977年6月、アメリカ・ケンタッキー州のクレイボーンファームで放牧中に何者かに誘拐された。5ヶ月後の同年12月、FBI（アメリカの連邦捜査局）は158マイルほど離れた小さな町の近くで発見、無事クレイボーンファームに戻された。当時妊娠していたが翌年無事生まれた牡馬は「無事に」という意味のフランス語であるセントサーフ (Sain et Sauf) と名付けられた。
1981年にはカナダ競馬名誉の殿堂に選定され、殿堂馬となる。
1999年に死亡。32歳と長寿であった。

## 血統表
| ファンフルルーシュの血統     | ファンフルルーシュの血統     | ファンフルルーシュの血統 | （血統表の出典）   | （血統表の出典） |
| 父系                         | ノーザンダンサー系           | ノーザンダンサー系       | ノーザンダンサー系 |                  |
| 父 Northern Dancer 1961 鹿毛 | 父の父Nearctic 1954 黒鹿毛   | Nearco                   | Pharos             | Pharos           |
| 父 Northern Dancer 1961 鹿毛 | 父の父Nearctic 1954 黒鹿毛   | Nearco                   | Nogara             |                  |
| 父 Northern Dancer 1961 鹿毛 | 父の父Nearctic 1954 黒鹿毛   | Lady Angela              | Hyperion           | Hyperion         |
| 父 Northern Dancer 1961 鹿毛 | 父の父Nearctic 1954 黒鹿毛   | Lady Angela              | Sister Sarah       |                  |
| 父 Northern Dancer 1961 鹿毛 | 父の母Natalma 1957 鹿毛      | Native Dancer            | Polynesian         | Polynesian       |
| 父 Northern Dancer 1961 鹿毛 | 父の母Natalma 1957 鹿毛      | Native Dancer            | Geisha             |                  |
| 父 Northern Dancer 1961 鹿毛 | 父の母Natalma 1957 鹿毛      | Almahmoud                | Mahmoud            | Mahmoud          |
| 父 Northern Dancer 1961 鹿毛 | 父の母Natalma 1957 鹿毛      | Almahmoud                | Arbitrator         |                  |
| 母 Ciboulette 1961 黒鹿毛    | 母の父Chop Chop 1940 黒鹿毛  | Flares                   | Gallant Fox        | Gallant Fox      |
| 母 Ciboulette 1961 黒鹿毛    | 母の父Chop Chop 1940 黒鹿毛  | Flares                   | Flambino           |                  |
| 母 Ciboulette 1961 黒鹿毛    | 母の父Chop Chop 1940 黒鹿毛  | Sceptical                | Buchan             | Buchan           |
| 母 Ciboulette 1961 黒鹿毛    | 母の父Chop Chop 1940 黒鹿毛  | Sceptical                | Clodagh            |                  |
| 母 Ciboulette 1961 黒鹿毛    | 母の母Windy Answer 1955 鹿毛 | Windfields               | Bunty Lawless      | Bunty Lawless    |
| 母 Ciboulette 1961 黒鹿毛    | 母の母Windy Answer 1955 鹿毛 | Windfields               | Nandi              |                  |
| 母 Ciboulette 1961 黒鹿毛    | 母の母Windy Answer 1955 鹿毛 | Reply                    | Teddy Wrack        | Teddy Wrack      |
| 母 Ciboulette 1961 黒鹿毛    | 母の母Windy Answer 1955 鹿毛 | Reply                    | Alaris             |                  |
| 母系(F-No.)                  | Reply系(FN:4-g)              | Reply系(FN:4-g)          | Reply系(FN:4-g)    | [ § 2 ]          |
| 5代内の近親交配              | なし                         | なし                     | なし               | [ § 3 ]          |
| 出典                         | 1. 2. 3.                     | 1. 2. 3.                 | 1. 2. 3.           | 1. 2. 3.         |